# The Black (Album)
The Black ist das vierte Studioalbum der britischen Metalcore-Band Asking Alexandria, welches am 25. März 2016 über Sumerian Records veröffentlicht wurde.
Das Album umfasst zwölf Stücke mit einer Spielzeit von 47 Minuten und 41 Sekunden. Es ist das erste Album auf dem der ehemalige Make-Me-Famous-Sänger Denis Shaforostov, nach dem Ausstieg von Danny Worsnop, das Mikrofon übernommen hat. Die Gruppe veröffentlichte mit I Won’t Give In, Undivided, das nach dem Album benannte The Black und Let It Sleep vier Singleauskopplungen um das Album zu bewerben.
Das Album erhielt von der Fachpresse neutrale bis eher positive Kritiken und stieg sowohl in den Vereinigten Staaten als auch in Australien in die Top Ten der jeweiligen Albumcharts ein. Außerdem schaffte die Band mit The Black Chartnotierungen in Deutschland, Österreich, in der Schweiz, im Vereinigten Königreich, Belgien, Finnland und Neuseeland.

## Hintergrund
Am 22. Januar 2015 gab Danny Worsnop den Ausstieg aus der Band bekannt um sich auf seine Karriere mit We Are Harlot konzentrieren zu können. Am 26. Mai des gleichen Jahres wurde in dem Ukrainer Denis Shaforostov, welcher zuvor bei Make Me Famous und Down and Dirty spielte, ein neuer Frontsänger gefunden. Auch wenn die Ankündigung erst im Mai gemacht wurde, gab es bereits vorher Spekulationen über einen Einstieg von Shaforostov bei Asking Alexandria, nicht zuletzt wegen seiner Tätigkeit bei Make Me Famous, welche von Asking Alexandria musikalisch beeinflusst wurde.
Gitarrist Ben Bruce hatte nach dem Ausstieg von Worsnop mehrere Lieder geschrieben, die an diesen gerichtet waren und auf das Album gepackt werden sollten, allerdings überzeugte Shaforostov die anderen Bandmitglieder davon, diese Stücke nicht zu veröffentlichen.
Die ersten Konzerte mit Shaforostov als neuem Frontsänger waren die Schwesterfestivals Rock am Ring und Rock im Park, um die erste Single I Won´t Give In bewerben zu können. Den späteren Sommer verbrachte die Gruppe auf der Warped Tour.

## Promotion
Am 26. Mai 2015 wurde, zeitgleich mit der Ankündigung des neuen Frontmanns, mit I Won´t Give In die erste Single auf der Video-Plattform YouTube veröffentlicht. Die zweite Singleauskopplung heißt Undivided und wurde bereits wenige Tage vor der eigentlichen Veröffentlichung am 25. September 2015 geleakt. Im Dezember wurde mit The Black das Album offiziell für den 25. März 2016 angekündigt. Am 31. Januar 2016 wurde mit The Black die gleichnamige dritte Single über den britischen Radiosender BBC Radio 1 erstmals ausgestrahlt. Am 4. März 2016 erfolgte die Veröffentlichung der vierten Single, Let It Sleep. Über Octane, einem Radiosender der Sirius XM Holdings, wurde am 8. März 2016 das Stück Here I Am erstmals abgespielt.
Im Februar und März des Jahres 2016 spielte die Gruppe mit Bullet for My Valentine im Rahmen der British Invasion Tour in den Vereinigten Staaten und Kanada.

## Rezeption

### Kommerzieller Erfolg
Das Album verkaufte sich innerhalb der ersten Verkaufswoche 28.125 mal alleine in den Vereinigten Staaten, wodurch das Album auf Platz 9 der US-amerikanischen Albumcharts einsteigen konnte. Auch in den australischen Charts erreichte die Gruppe eine Platzierung in den Top Ten. Dort erreichte das Album mit dem vierten Platz seine Höchstposition. In Deutschland erreichte das Album Platz 23, in Österreich stieg es auf Platz 15 und in der Schweiz auf Platz 24 ein. Im Vereinigten Königreich landete The Black auf Platz 15.
Außerdem schaffte das Album Einträge in Finnland (Platz 38), Neuseeland (Platz 13) und in Belgien (Platz 79 in Flandern).

### Rezeption
Danny Worsnop, der ehemalige Sänger der Band, kommentierte das erste Stück I Won´t Give In, das die Gruppe mit Denis Shaforostov aufnahm, äußert positiv und freute sich, dass die Band noch immer voll bei der Sache sei. In einer Kritik des britischen Rock Sound heißt es, dass das Album nahtlos an das zweite Album der Band, Reckless & Relentless, anknüpft. Natasha Van Duser vom US-amerikanischen Alternative Press schreibt, dass das Album auf denselben Fährten wie Sempiternal von Bring Me the Horizon liege und diesen Weg konsequent weiter verfolgt.
Kai Butterweck vom Online-Musikportal Laut.de beschreibt das Album als „technisch brillant inszeniert und facettenreich“, wobei durch den Sängertausch keine großen musikalische Unterschiede erkennbar seien. Auch beschreibt er die Arbeit der Band auf dem Album als „gewohnt unberechenbar“, bei der die Gruppe „Salven aus beinahe allen Metal-Bereichen um sich schießt“. Anton Kostudis von Metal.de zeigte sich weniger euphorisch. Beschrieb er das erste Lied des Albums, Let It Sleep, dass es sich „gekonnt durch Highspeed- und Groove-Passagen manövriere“, so bezeichnete er die Lieder I Won’t Give In und Sometimes It Ends noch als „mittelgute Allerwelts-Nummern“. Er kommt zum Schluss, dass auch der beste Frontmann – Kostudis lobte Shaforostov für seinen variablen Gesang – nichts nütze, wenn die Stücke keine Identität haben.